# Tony Andruzzi
Antonio C. « Tony » Andruzzi (de son vrai nom Timothy McGuire), alias Tom Palmer, alias Masklyn ye Mage, alias Daemon Ecks, est un illusionniste américain né le 22 mai 1925 et mort le 21 décembre 1991, surtout connu comme l'un des principaux acteurs du mouvement magie bizarre.

## Biographie
Antonio C. « Tony » Andruzzi est né en 1925 à Cheyenne dans le Wyoming. Il a commencé l'illusionnisme à l'âge de huit ans avec une boîte de magie.

Carte postale publicitaire de Tom Palmer

Des années 1950 au début des années 1970, il présenta des spectacles de magie comique sous le nom de Tom Palmer (il avait changé légalement son nom pour celui de Thomas Stewart Palmer).
Il fut marié à Gloria Jacobsen de 1947 à 1963 et créa avec et pour elle le numéro Vampira (1960). Il inventa en 1959 The Satan's Seat (« le siège de Satan »), où un assistant apparait sur une chaise dans un flash. Il gagna sept TAOM awards (l'actuel record) de 1959 à 1963.
En 1970, il récupère Antonio C. Andruzzi comme nom légal. Il se dirige ensuite vers un style d'illusionnisme qui vient de naître : la magie bizarre. Il emploiera alors trois noms de scènes différents : Tony Andruzzi, Masklyn ye Mage et Daemon Ecks. Il devient l'un des fondateurs et l'un des principaux contributeurs du mouvement tant au point de vue théorique (il développe une philosophie de la magie bizarre) que pratique (il crée des tours).
De 1981 jusqu'à sa mort en 1991, il publie The New Invocation, un périodique consacré à la magie bizarre qui contribue à assoir le mouvement. Il fonde également the Invocational, un conclave annuel pour les bizarristes. Le premier conclave se tient du 12 au 14 octobre 1984, le dernier du 11 au 14 octobre 1990. C'est en partie grâce à lui que la magie bizarre a pu prendre une envergure internationale.
Andruzzi a rencontré de nombreuses personnalités dont : Isaac Bonewits, Jayne Mansfield, Anton LaVey ainsi que des membres de l'église de Satan, Lady Sybil, Jack Ruby, Elvis, Pat Boone, Sammy Davis Jr., etc.
Il fut particulièrement proche de deux autres bizarristes : Charles W. Cameron et Carl Herron (Brother Shadow).
Sa seconde femme, Gloria, mourut dans un incendie en juillet 1990, Tony décéda à sa suite le 21 décembre 1991, jour du solstice d'hiver.

## Sources d'inspiration

Maskelyn ye Mage

### Assassinat de John F. Kennedy
En 1963, Andruzzi, en tant que Thomas Palmer, a été interrogé par le FBI à la suite de l'assassinat de JFK car il connaissait Jack Ruby, l'homme qui assassina Lee Harvey Oswald le 24 novembre 1963.

### Erreurs courantes sur sa biographie
- Son nom de naissance est bien Timothy McGuire et pas Antonio Andruzzi, même si Andruzzi lui-même disait que son nom originel était « Antonio Andruzzi »[1]
- Andruzzi est bien décédé dans la soirée du 21 décembre, et non le 22 comme a pu le dire Docc Hilford qui essaya de l'appeler ce jour-là[1].

## Prix
- Sept TAOM awards (l'actuel record) de 1959 à 1963

## Spectacles
Comme Tom Palmer :
- 1960 : The Vampira Act
- 1962 : The Famous Flea Act

## Publications

Tony Andruzzi lors du Psychic Entertainers Associations' Meeting of the Minds

Ouvrages, revues et vidéos sont tous en anglais.

### Livres
Signé Tom Palmer :
- 1959 : Modern Illusions, Magic Inc, Chicago, 40 p.
- 1960 : The Tie Pitch, Magic Inc, Chicago
- 1962 : Cagey Doves, The Elders, 32 p. [Seconde édition en 1968 par Magic Inc.]
- 1968 : Cagey Doves (2nd éd. revue et ré-illustrée), Magic Inc, 31 p.
- 1969 : The Comedy Act of and by Tom Palmer, Magic Inc, Chicago, 48 p.
- 1975 : The Famous Flea Act, Magic, 20 p. [Le spectacle The Famous Flea Act fut créé bien avant. Cf Spectacles]

Les livres créés par Tony Andruzzi (Masklyn ye Mage) ne sont pas de simples livres, mais des objets d'art. Il les illustre et leur donne une esthétique très particulière de faux parchemins, de manière qu'ils puissent être utilisés directement sur scène.
Signé Masklyn ye Mage :
- 1977 : The Negromicon of Masklyn ye Mage, auto-édition, 90 p. 350 exemplaires. Voir.
- 1980 : Grimoire of the Mages. 250 exemplaires. Voir.
- 1983 : The Legendary Scroll of Masklyn ye Mage, auto-édition, rouleau de parchemin : équivalent d'une trentaine de pages . Avec des contributions de Stephen Minch, du Dr. Mazarian Arathorn, de T. A. Waters, d'Anthony Raven et d'Eugene Burger. Voir.
- 1984 : Daemon's Diary, Illusions Ltd., 81 p. (plusieurs éditions)

### Revues

#### Éditeur
- 1981-1991, The New Invocation, périodique consacré à la magie bizarre. Andruzzi en publiera 61 numéros.

#### Collaborateur
Sous ses deux noms.
- Sphinx
- Genii
- Tops
- Magick
- Dope Sheet
- Invocation
- The New Invocation

### Vidéo
- 1988 : Bizarre, Flora and Company, VHS, 60 min.

### Collaboration
- Eugene Burger, 1990, Eugene goes bizarre, VHS 90 min. Tony Andruzzi y est interviewé comme guest star.
- Michael Caplan, 2008, A Magical Vision, 58 min. Documentaire sur les magiciens. Andruzzi y participe[4].

## Hommages
- Christian Chelman, 2006, (en) Hauntiques, MPMagic (Marco Pusterla), 170 p. La routine The Hand (pp. 143–145) est dédiée à Tony Andruzzi.

## Sources
- (en) Mémorial Tony Andruzzi sur Dragonskull (site consacré à la bizarre magie)
- (en) Conversation à propos de Tony Andruzzi (Eugene Burger & David Parr). Extrait de Genii (octobre 2000).